# Lijst van Europarlementariërs voor Europa Transparant
Een overzicht van leden van het Europees Parlement voor Europa Transparant.
| Europees Parlementslid | Begindatum   | Einddatum    |
| ---------------------- | ------------ | ------------ |
| Paul van Buitenen      | 20 juli 2004 | 13 juli 2009 |
| Els de Groen           | 20 juli 2004 | 8 mei 2007   |

50PLUS · ARP · BBB · CDA · ChristenUnie · CHU · CPN · D66 · Europa Transparant · Forum voor Democratie · GroenLinks · KVP · NSC · PvdD · PPR · PvdA · PVV · SGP · SP · Volt · VVD · afsplitsingen